# کریپلد بلک فینیکس
کریپلد بلک فینیکس (انگلیسی: Crippled Black Phoenix) گروه موسیقی راک و پست‌راک بریتانیایی است که اعضایش در درجهٔ اول عضو گروه‌های دیگر بودند اما به‌تدریج حول جاستین گریوز گرد هم آمدند و به فعالیت پرداختند. گروه تاکنون ۹ آلبوم استودیویی، یک مینی‌آلبوم، دو ئی‌پی و چندین تک‌آهنگ منتشر کرده‌است.